# Dworek w Kurcewie
Dworek w Kurcewie – dworek znajdujący się we wsi Kurcew, położonej w województwie wielkopolskim, w powiecie jarocińskim, w gminie Kotlin.

## Historia
Najstarsze źródła pisane dotyczące dóbr rycerskich w Kurcewie pochodzą z 1745. Ówczesnym właścicielem był Wawrzyniec Radoliński, który zainicjował budowę dworku wraz z otaczającym go parkiem krajobrazowym. Dworek wielokrotnie ulegał przebudowie; obecnie zachowany stan pochodzi z połowy XIX wieku i jest wybudowany w stylu renesansowej willi włoskiej.
Ostatnimi przedwojennymi właścicielami parku i dworu w Kurcewie byli Grabscy, mieszkający tam do września 1939.
Po wojnie obiekty przeszły na Państwowy Fundusz Ziemi, a prawnym użytkownikiem został Urząd Gminy w Kotlinie. W okresie powojennym park nie był konserwowany, zaś do dworku wprowadzili się nowi właściciele. Na początku lat 1970. władze gminy wyszły z inicjatywą zaadaptowania dworku na szkołę, później na dom kultury, jednak nie podjęto w tej kwestii żadnych działań. Od 1990 r. znajduje się w posiadaniu Elżbiety i Andrzeja Trzeciaków, którzy rozpoczęli restaurację posiadłości.
Z dworkiem w Kurcewie swoją historię wiążą osoby takie, jak: Władysław Grabski czy ks. Czesław Piotrowski.
W 1903 właścicielem dworu został Władysław Grabski (1867–1927), wybitny działacz niepodległościowy i społeczny, parlamentarzysta niepodległej Polski. Po zakupieniu dworu zajął się rolnictwem oraz działalnością polityczną i społeczną. Uczestniczył w pracach organizacji rolniczych w Wielkopolsce. Publikował w prasie liczne artykuły o tematyce rolniczej i politycznej. W 1918 r. współtworzył Powiatowy Komitet Obywatelski w Jarocinie i został wybrany posłem na Sejm Dzielnicowy w Poznaniu, później znalazł się w składzie Naczelnej Rady Ludowej w Poznaniu.
W Kurcewie urodził się również ks. kanonik Czesław Piotrowski (1891–1963), duchowny, pedagog, działacz kulturalno-oświatowy, bardzo zasłużony dla poznańskiej oświaty i kultury.